# 謝東霖
謝東霖（1986年8月31日—），臺灣漫畫家，曾任職於臺北的4A廣告公司，擔任文案一職。作品融合幽默、風趣、諷刺的風格，現已離開廣告公司成為全職的漫畫工作者。曾於蘋果日報開設插畫專欄，並以插畫創作赴日參展獲獎，同時也在條漫平台以及粉絲專頁上連載多部漫畫，漫畫多次入圍博客來年度百大暢銷榜，並入選法國安古蘭國際漫畫節臺灣館推薦選書。另外作品也授權改編為音樂劇、影視、遊戲、週邊商品、廣播劇等。

## 生平
謝東霖從小喜歡閱讀漫畫，從那個時候開始就對圖像與文字開啟想像力。真正對文字有深入創作，是在朝陽科技大學休學之後，在網路上閱讀同時也發表創作，並出版多本小說。後來進入國立臺灣藝術大學戲劇學系就讀。中華民國海軍陸戰隊退伍後進入廣告公司工作，擔任廣告文案，工作閒暇之餘進行插畫、漫畫的創作，數年後離職成為全職的創意工作者。
在2014年時受LINE WEBTOON邀請連載漫畫《西遊面紙》，接著陸續發表《公主的詛咒》、《公主的戰爭》；另一方面也擔任原作編劇，創作《入伍吧！魔法少女》、《樂逢敵手》、《潛在犯》等作品。2018年與鏡文學展開合作，陸續推出《我在詐騙公司上班》、《殺手的戀愛相談》、《誰怕誰》、《神明便利商店》、《流氓書店》等漫畫。2024年與遊戲橘子MOJOIN合作，推出《妖怪五星好評》。

## 作品特色
- 搞笑、奇幻、社會、政治、諷刺、驚悚

## 出版作品

### 漫畫
- 《西遊面紙 （页面存档备份，存于）》，魔酒出版發行，2015年4月，ISBN 9789868974593
- 《入伍吧！魔法少女》時報文化發行，2019年1月，ISBN 9789571376912
- 《我在詐騙公司上班 （页面存档备份，存于）》，鏡文學發行，2019年11月，ISBN 9789571376929
- 《殺手的戀愛相談 （页面存档备份，存于） 》，鏡文學發行，2020年11月，ISBN 9789869950237
- 《誰怕誰 （页面存档备份，存于） 》，鏡文學發行，2022年9月，EISBN：9786267054895
- 《神明便利商店1 （页面存档备份，存于） 》，鏡文學發行，2022年9月，ISBN 9786267054857
- 《神明便利商店2》，鏡文學發行，2023年6月，ISBN 9786267229446
- 《流氓書店》，鏡文學發行，2024年5月，ISBN 9786267440162
- 《妖怪五星好評》，MOJOIN授權鏡文學出版，2025年1月，ISBN 9786267440728

### 插畫
- 《渣誌：七十八個不正常的哲學問題》，周偉航原作，新銳數位發行，2017年1月，ISBN 9789869346412

## 聯名
2018年，成為台灣啤酒首位聯名的小說家，為季節限定啤酒撰寫小說。
2024年，漫畫《妖怪五星好評》聯名山小孩咖啡 （页面存档备份，存于）。

## 代言
2019年，擔任台中市政府觀光旅遊局《谷關溫泉漫畫嘉年華》代言漫畫家。

## 作品授權改編
作品《我在詐騙公司上班》由果陀劇場改編為同名音樂劇
作品《我在詐騙公司上班》由藝達晨影業文化有限公司改編為同名影集
作品《殺手的戀愛相談》與23喜劇俱樂部合作，改編為脫口秀
作品《失控的設計師》、《我在詐騙公司上班》、《殺手的戀愛相談》由真實引擎股份有限公司整合改編為桌遊《騙殺大亂鬥》
作品《神明便利商店》由三點水製藝文化改編為同名音樂劇
作品《神明便利商店》由艾慕影藝改編為同名影集、手機遊戲、週邊商品
作品《流氓書店》由中央廣播電臺改編為同名廣播劇

## 外部連結
- 鏡文學／在竊國者侯的時代搞笑——謝東霖：用漫畫讓讀者直視房間裡的大象 （页面存档备份，存于）
- 讀墨 / 「我覺得我等於是用漫畫、用故事在做社群經營」──專訪8月店長謝東霖 （页面存档备份，存于）
- OPENBOOK / 人物》和流氓一起逛書店：漫畫家謝東霖的理性與感性 （页面存档备份，存于）